# Saporta Cup
De Saporta Cup was een Europese basketbalcompetitie die in 1967 begon als de Europa Cup voor bekerwinnaars. Het was na de EuroLeague Men de tweede competitie. Het toernooi heeft door de jaren heen verschillende namen gehad. In 2002 ging de Saporta Cup samen met de Korać Cup op in de ULEB Cup.

## De verschillende namen voor het toernooi
- 1967 tot 1991 - European Cup Winners' Cup
- 1992 tot 1996 - European Cup
- 1997 tot 1998 - EuroCup
- 1999 tot 2002 - Saporta Cup

## 1967 tot 1991 (European Cup Winners' Cup)
Toen FIBA in 1958 een Europa Cup introduceerde voor de kampioenen van de respectievelijke Europese competities en dit erg populair was bij de clubs, vroegen andere clubs die niet de mogelijkheid hadden om zich te kwalificeren voor de nationale kampioensbeker al snel om een andere uitgesproken continentale competitie.
In eerste instantie reageerde FIBA voorzichtig op de vragen, aangezien zij van mening was dat zij de verenigingen vertegenwoordigde en niet de clubs. In 1966 ging de wens van de club eindelijk in vervulling en beleefde de European Cup Winners' Cup zijn première in het seizoen 1966/67. Vanaf dat moment namen de bekerwinnaars van de respectievelijke Europese bekercompetities het in deze competitie tegen elkaar op.
Het toernooi werd aanvankelijk gedomineerd door Italiaanse, Joegoslavische en Sovjet- teams. 11 van de eerste 17 seizoenen werden gewonnen door Italiaanse teams, waaronder vier keer de beker voor Pallacanestro Cantù en drie keer voor Olimpia Milano, die beide destijds werden gesponsord. In de jaren tachtig zorgden Real Madrid en FC Barcelona voor Spaanse dominantie.

## 1991 tot 1996 (European Cup)
Vanaf het seizoen 1991/92 namen ook niet-bekerwinnaars deel aan de wedstrijd. Aan het begin van het seizoen kwamen alleen bekerwinnaars van de respectievelijke Europese bekercompetities in aanmerking om deel te nemen, maar clubs die werden uitgeschakeld in de eerste ronde van het FIBA European Championship mochten ook deelnemen aan de competitie, die werd omgedoopt tot de European Cup. Gedurende deze periode domineerden Spaanse en Griekse teams het toernooi.

## 1996 tot 1998 (EuroCup)
Een andere wijziging in de competitie kwam in het seizoen 1996/97 toen FIBA - dat het toernooi de EuroCup noemde - twee of meer clubs per land toestond.

## 1998 tot 2002 (Saporta Cup)
Ter ere van Raimundo Saporta, die een van de belangrijkste mensen was die verantwoordelijk was voor de oprichting van de Spaanse basketbalcompetitie en de Europa Cup, en die stierf in 1997, noemde FIBA de EuroCup de Saporta Cup voor het seizoen 1998/99.
Nadat verschillende Europese topclubs in het seizoen 2000/01 liever deelnamen aan ULEB- competities dan aan FIBA- competities, gaf FIBA na de Suproleague ook de Saporta Cup op. Sindsdien heeft de ULEB EuroCup de positie ingenomen als de tweede belangrijkste Europese beker in basketbal.

## Winnaars van de Saporta Cup
| Jaar | Plaats            | Winnaar                  | Uitslag                   | Tegenstander            |                                                 | 3e                                              | Uitslag                                         | 4e |
| ---- | ----------------- | ------------------------ | ------------------------- | ----------------------- | ----------------------------------------------- | ----------------------------------------------- | ----------------------------------------------- | -- |
| 1967 | -                 | Ignis Varese             | 144 - 135 (77-67 / 68-67) | Maccabi Tel Aviv        | TJ Spartak ZJŠ Brno Botev Burgas                | TJ Spartak ZJŠ Brno Botev Burgas                | TJ Spartak ZJŠ Brno Botev Burgas                |    |
| 1968 | Athene            | AEK Athene               | 89 - 82                   | Slavia VŠ Praag         | Ignis Varese ASK Vorwärts Leipzig               | Ignis Varese ASK Vorwärts Leipzig               | Ignis Varese ASK Vorwärts Leipzig               |    |
| 1969 | Wenen             | Slavia VŠ Praag          | 80 - 74                   | Dinamo Tbilisi          | AŠK Olimpija Ljubljana Panathinaikos            | AŠK Olimpija Ljubljana Panathinaikos            | AŠK Olimpija Ljubljana Panathinaikos            |    |
| 1970 | -                 | Fides Napoli             | 147 - 129 (64-60 / 87-65) | JA Vichy                | Dinamo Tbilisi AEK Athene                       | Dinamo Tbilisi AEK Athene                       | Dinamo Tbilisi AEK Athene                       |    |
| 1971 | -                 | Simmenthal Milano        | 127 - 118 (66-56 / 71-52) | Spartak Leningrad       | Fides Napoli Juventut Nerva Badalona            | Fides Napoli Juventut Nerva Badalona            | Fides Napoli Juventut Nerva Badalona            |    |
| 1972 | Thessaloniki      | Simmenthal Milano        | 74 - 70                   | Rode Ster Belgrado      | Fides Napoli Juventut Schweppes Badalona        | Fides Napoli Juventut Schweppes Badalona        | Fides Napoli Juventut Schweppes Badalona        |    |
| 1973 | Thessaloniki      | Spartak Leningrad        | 77 - 62                   | Jugoplastika Split      | Juventut Schweppes Badalona Mobilquattro Milano | Juventut Schweppes Badalona Mobilquattro Milano | Juventut Schweppes Badalona Mobilquattro Milano |    |
| 1974 | Udine             | Rode Ster Belgrado       | 86 - 75                   | TJ Spartak ZJŠ Brno     | Estudiantes Monteverde Madrid Saclà Asti        | Estudiantes Monteverde Madrid Saclà Asti        | Estudiantes Monteverde Madrid Saclà Asti        |    |
| 1975 | Nantes            | Spartak Leningrad        | 63 - 62                   | Rode Ster Belgrado      | CSKA Septemvriisko zname Jugoplastika Split     | CSKA Septemvriisko zname Jugoplastika Split     | CSKA Septemvriisko zname Jugoplastika Split     |    |
| 1976 | Turijn            | Cinzano Milano           | 88 - 83                   | ASPO Tours              | Rabotnički Skopje Estudiantes Monteverde Madrid | Rabotnički Skopje Estudiantes Monteverde Madrid | Rabotnički Skopje Estudiantes Monteverde Madrid |    |
| 1977 | Palma de Mallorca | Forst Cantù              | 87 - 86                   | Radnički Belgrado       | Cinzano Milano Juventut Schweppes Badalona      | Cinzano Milano Juventut Schweppes Badalona      | Cinzano Milano Juventut Schweppes Badalona      |    |
| 1978 | Milaan            | Gabetti Cantù            | 84 - 82                   | Sinudyne Bologna        | Caen BC FC Barcelona                            | Caen BC FC Barcelona                            | Caen BC FC Barcelona                            |    |
| 1979 | Poreč             | Gabetti Cantù            | 83 - 73                   | EBBC Den Bosch          | FC Barcelona Sinudyne Bologna                   | FC Barcelona Sinudyne Bologna                   | FC Barcelona Sinudyne Bologna                   |    |
| 1980 | Milaan            | Emerson Varese           | 90 - 88 (OT)              | Gabetti Cantù           | Parker Leiden FC Barcelona                      | Parker Leiden FC Barcelona                      | Parker Leiden FC Barcelona                      |    |
| 1981 | Rome              | Squibb Cantù             | 86 - 82                   | FC Barcelona            | Turisanda Varese Cibona Zagreb                  | Turisanda Varese Cibona Zagreb                  | Turisanda Varese Cibona Zagreb                  |    |
| 1982 | Brussel           | Cibona Zagreb            | 96 - 95                   | Real Madrid             | Stroitel Kiev Sinudyne Bologna                  | Stroitel Kiev Sinudyne Bologna                  | Stroitel Kiev Sinudyne Bologna                  |    |
| 1983 | Palma de Mallorca | Scavolini Pesaro         | 111 - 99                  | ASVEL Lyon-Villeurbanne | ZZI Olimpija Ljubljana Nashua Den Bosch         | ZZI Olimpija Ljubljana Nashua Den Bosch         | ZZI Olimpija Ljubljana Nashua Den Bosch         |    |
| 1984 | Oostende          | Real Madrid              | 82 - 81                   | Simac Milano            | Cibona Zagreb Scavolini Pesaro                  | Cibona Zagreb Scavolini Pesaro                  | Cibona Zagreb Scavolini Pesaro                  |    |
| 1985 | Grenoble          | FC Barcelona             | 77 - 73                   | Žalgiris Kaunas         | CAI Zaragoza ASVEL Lyon-Villeurbanne            | CAI Zaragoza ASVEL Lyon-Villeurbanne            | CAI Zaragoza ASVEL Lyon-Villeurbanne            |    |
| 1986 | Caserta           | FC Barcelona             | 101 - 86                  | Scavolini Pesaro        | CSKA Moskou Ron Negrita Joventut Badalona       | CSKA Moskou Ron Negrita Joventut Badalona       | CSKA Moskou Ron Negrita Joventut Badalona       |    |
| 1987 | Novi Sad          | Cibona Zagreb            | 89 - 74                   | Scavolini Pesaro        | ASVEL Lyon-Villeurbanne CSKA Moskou             | ASVEL Lyon-Villeurbanne CSKA Moskou             | ASVEL Lyon-Villeurbanne CSKA Moskou             |    |
| 1988 | Grenoble          | Limoges CSP              | 96 - 89 (OT)              | RAM Joventut Badalona   | Scavolini Pesaro Bayer 04 Leverkusen            | Scavolini Pesaro Bayer 04 Leverkusen            | Scavolini Pesaro Bayer 04 Leverkusen            |    |
| 1989 | Athene            | Real Madrid              | 117 - 113 (OT)            | Snaidero Caserta        | Cibona Zagreb Žalgiris Kaunas                   | Cibona Zagreb Žalgiris Kaunas                   | Cibona Zagreb Žalgiris Kaunas                   |    |
| 1990 | Florence          | Knorr Bologna            | 79 - 74                   | Real Madrid             | PAOK Saloniki Žalgiris Kaunas                   | PAOK Saloniki Žalgiris Kaunas                   | PAOK Saloniki Žalgiris Kaunas                   |    |
| 1991 | Genève            | PAOK Saloniki            | 76 - 72                   | CAI Zaragoza            | Dinamo Moskou Pitch Cholet                      | Dinamo Moskou Pitch Cholet                      | Dinamo Moskou Pitch Cholet                      |    |
| 1992 | Nantes            | Real Madrid Asegurator   | 65 - 63                   | PAOK Saloniki           | Glaxo Verona Smelt Olimpija Ljubljana           | Glaxo Verona Smelt Olimpija Ljubljana           | Glaxo Verona Smelt Olimpija Ljubljana           |    |
| 1993 | Turijn            | Aris BC                  | 50 - 48                   | Efes Pilsen SK          | NatWest Zaragoza Hapoel Galil Elyon             | NatWest Zaragoza Hapoel Galil Elyon             | NatWest Zaragoza Hapoel Galil Elyon             |    |
| 1994 | Lausanne          | Smelt Olimpija Ljubljana | 91 - 81                   | Tau Cerámica Vítoria    | Sato Aris Pitch Cholet                          | Sato Aris Pitch Cholet                          | Sato Aris Pitch Cholet                          |    |
| 1995 | Istanbul          | Benetton Treviso         | 94 - 86                   | Tau Cerámica Vítoria    | Olympique d'Antibes Iraklis Aspis Pronoia       | Olympique d'Antibes Iraklis Aspis Pronoia       | Olympique d'Antibes Iraklis Aspis Pronoia       |    |
| 1996 | Vitoria-Gasteiz   | Tau Cerámica Vítoria     | 88 - 81                   | PAOK Saloniki           | Dinamo Moskou Žalgiris Kaunas                   | Dinamo Moskou Žalgiris Kaunas                   | Dinamo Moskou Žalgiris Kaunas                   |    |
| 1997 | Nicosia           | Real Madrid Teka         | 78 - 64                   | Mash Jeans Verona       | PSG Racing Basket Iraklis BC                    | PSG Racing Basket Iraklis BC                    | PSG Racing Basket Iraklis BC                    |    |
| 1998 | Belgrado          | Žalgiris Kaunas          | 82 - 67                   | Stefanel Milano         | Avtodor Saratov Panathinaikos                   | Avtodor Saratov Panathinaikos                   | Avtodor Saratov Panathinaikos                   |    |
| 1999 | Zaragoza          | Benetton Treviso         | 64 - 60                   | Pamesa Valencia         | Budućnost Podgorica Aris BC                     | Budućnost Podgorica Aris BC                     | Budućnost Podgorica Aris BC                     |    |
| 2000 | Lausanne          | AEK Athene               | 83 - 76                   | Kinder Bologna          | KK Zadar Lietuvos rytas Vilnius                 | KK Zadar Lietuvos rytas Vilnius                 | KK Zadar Lietuvos rytas Vilnius                 |    |
| 2001 | Warschau          | Maroussi Athene          | 74 - 72                   | Élan Chalon-sur-Saône   | UNICS Kazan Pamesa Valencia                     | UNICS Kazan Pamesa Valencia                     | UNICS Kazan Pamesa Valencia                     |    |
| 2002 | Lyon              | Montepaschi Siena        | 81 - 71                   | Pamesa Valencia         | Hapoel Jeruzalem Anwil Włocławek                | Hapoel Jeruzalem Anwil Włocławek                | Hapoel Jeruzalem Anwil Włocławek                |    |

## Winnaars aller tijden
| Cups | Club                     | In:                    |
| ---- | ------------------------ | ---------------------- |
| 4    | Squibb Cantù             | 1977, 1978, 1979, 1981 |
| 4    | Real Madrid              | 1984, 1989, 1992, 1997 |
| 3    | Cinzano Milano           | 1971, 1972, 1976       |
| 2    | Emerson Varese           | 1967, 1980             |
| 2    | AEK Athene               | 1968, 2000             |
| 2    | Spartak Leningrad        | 1973, 1975             |
| 2    | Cibona Zagreb            | 1982, 1987             |
| 2    | FC Barcelona             | 1985, 1986             |
| 2    | Benetton Treviso         | 1995, 1999             |
| 1    | Slavia VŠ Praag          | 1969                   |
| 1    | Fides Napoli             | 1970                   |
| 1    | Rode Ster Belgrado       | 1974                   |
| 1    | Scavolini Pesaro         | 1983                   |
| 1    | Limoges CSP              | 1988                   |
| 1    | Knorr Bologna            | 1990                   |
| 1    | PAOK Saloniki            | 1991                   |
| 1    | Aris BC                  | 1993                   |
| 1    | Smelt Olimpija Ljubljana | 1994                   |
| 1    | Tau Cerámica Vítoria     | 1996                   |
| 1    | Žalgiris Kaunas          | 1998                   |
| 1    | Maroussi Athene          | 2001                   |
| 1    | Montepaschi Siena        | 2002                   |

## Per land
| Cups | x clubs | Land              |
| ---- | ------- | ----------------- |
| 15   | 8       | Italië            |
| 7    | 3       | Spanje            |
| 5    | 4       | Griekenland       |
| 3    | 2       | Joegoslavië       |
| 2    | 1       | Sovjet-Unie       |
| 1    | 1       | Tsjecho-Slowakije |
| 1    | 1       | Frankrijk         |
| 1    | 1       | Slovenië          |
| 1    | 1       | Litouwen          |